# Зулендер
Зулендер (енгл. Zoolander) америчка је филмска комедија из 2001. године. Режију потписује Бен Стилер, који такође тумачи и главну улогу. Споредне улоге глуме Овен Вилсон, Вил Ферел, Кристина Тејлор, Мила Јововић, Џери Стилер и Џон Војт.
Приказиван је у биоскопима од 28. септембра 2001. године. Добио је углавном позитивне рецензије критичара и остварио финансијски успех. Наставак, Зулендер 2, приказан је 2016. године.

## Радња
Дерек Зулендер је троструки манекен године за VH1, али када Хансел освоји награду уместо њега, Зулендеров свет се окрене наглавачке. Његови пријатељи нестају, отац је разочаран у њега, а он се више не осећа као добар манекен. Након невољног повлачења у пензију, Дерека позове њему дотад ненаклоњен модни дизајнер Џакобим Мугату, где збуњеном манекену тајанствена Катинка испере мозак како би извршио атентат на премијера Малезије. То је добро осмишљена завера и једино га може спасити новинарка која му је одузела репутацију, његов супарник Хансел и мистериозни манекен из прошлости.

## Улоге
| Глумац               | Улога                    |
| -------------------- | ------------------------ |
| Бен Стилер           | Дерек Зулендер           |
| Овен Вилсон          | Хансел Макдоналд         |
| Вил Ферел            | Џакобим Мугату           |
| Кристина Тејлор      | Матилда Џефриз           |
| Мила Јововић         | Катинка Ингабоговинанана |
| Џери Стилер          | Мори Болстајн            |
| Дејвид Дуковни       | Џеј Пи Превит            |
| Џон Војт             | Лари Зулендер            |
| Александер Скарсгорд | Микус                    |
| Винс Вон             | Лук Зулендер             |
| Џастин Теру          | зли ди-џеј               |
| Енди Дик             | масерка Олга             |